# Dukalyon
Dukalyon (学園特警デュカリオン, gakuentokkei dukarion) est un manga de CLAMP. Il a été initialement publié entre 1991 et 1993, et comporte deux volumes.
Ce manga est une parodie des sentai japonais, contenant de nombreuses références à des séries télévisées.
Il s’agit d'un des rares mangas entièrement comiques des CLAMP, leur première expérience dans ce genre.

## Synopsis
Les aventures de la Brigade Spéciale d'Intervention Dukalyon, qui protège l’école Clamp des agressions d’une mystérieuse organisation secrète, et permet aux élèves d’étudier dans le calme et la tranquillité.
Les Dukalyon prônent des valeurs morales, telles que la répression du mal et la lutte pour la justice.

## Personnages principaux

### Kentaro Higashikunimaru
Kentaro Higashikunimaru (東国丸 健多朗, higashikunimaru kentarō) est étudiant au lycée Clamp en première année (Groupe Z). Il fait la cuisine, est amoureux de Takeshi, est incapable de tenir sa langue quant au secret des Dukalyon et aime le riz pilaf au poulet.
Dukalyon :
- Costume : rouge
- Arme : blaster Dukalyon

Par sa longueur et son côté désuet, son nom de famille a un aspect comique intraduisible. L’équivalent en français serait un nom de la noblesse avec plusieurs particules.

### Takeshi Shukaïdo
Takeshi Shukaïdo (秋海洞 威, shūkaidō takeshi) est étudiant au lycée Clamp en première année (Groupe Z).
C'est un garçon sérieux qui travaille pour s’en sortir et vient d’une famille défavorisée. Il ne sait pas dessiner.
Dukalyon :
- Costume : bleu
- Arme : épée Dukalyon

### Eri Chusonji
Eri Chusonji (宙尊寺 絵里衣, chūsonji erī) est étudiante au lycée Clamp en deuxième année (Groupe Z).
Elle est intransigeante avec Kentaro et Takeshi, amoureuse de Kotobuky, extraterrestre au service de la brigade d’intervention Dukalyon, et aime les hamburgers sauce teriyaki.
Dukalyon :
- Costume : assistante des justiciers Dukalyon
- Arme : marteau, super Blaster des Dukalyon

### Kotobuki Sukiyabashi
Kotobuki Sukiyabashi (数奇屋橋 寿, sukiyabashi kotobuki) est étudiant au lycée Clamp en première année (Groupe Z).
Il fait semblant d’avoir une santé fragile, est chef en secret de l’Association des Grosses Brutes du Centre Commercial Imonoyama et fils unique d'une famille royale extraterrestre. Il est amoureux d’Eri.

## Allusions
Ce manga contient de nombreuses allusions à d’autres mangas de CLAMP, et y apparaissent:
- Kamui et Kotori de X
- Akira et ses deux mamans, Utako du Voleur aux cent visages
- Nokoru, Shuo et Akira de Clamp School Detectives

## Publications
Ce manga a été publié en français aux éditions Pika Édition.
Il a été publié en anglais sous le titre Duklyon: CLAMP School Defenders.

## Note
Le titre devrait se lire "Du Carillon", étant donné que le café qui sert de base aux héros est le "Café Du Carillon"